# Libero (volley-ball)
Pour les articles homonymes, voir Libero.
 (août 2019).
Si vous disposez d'ouvrages ou d'articles de référence ou si vous connaissez des sites web de qualité traitant du thème abordé ici, merci de compléter l'article en donnant les références utiles à sa vérifiabilité et en les liant à la section « Notes et références ».
Le libero ou libéro (de l'italien « libre ») est un poste défensif du volley-ball. Des règles particulières le concernant ont été introduites à la fin des années 1990.

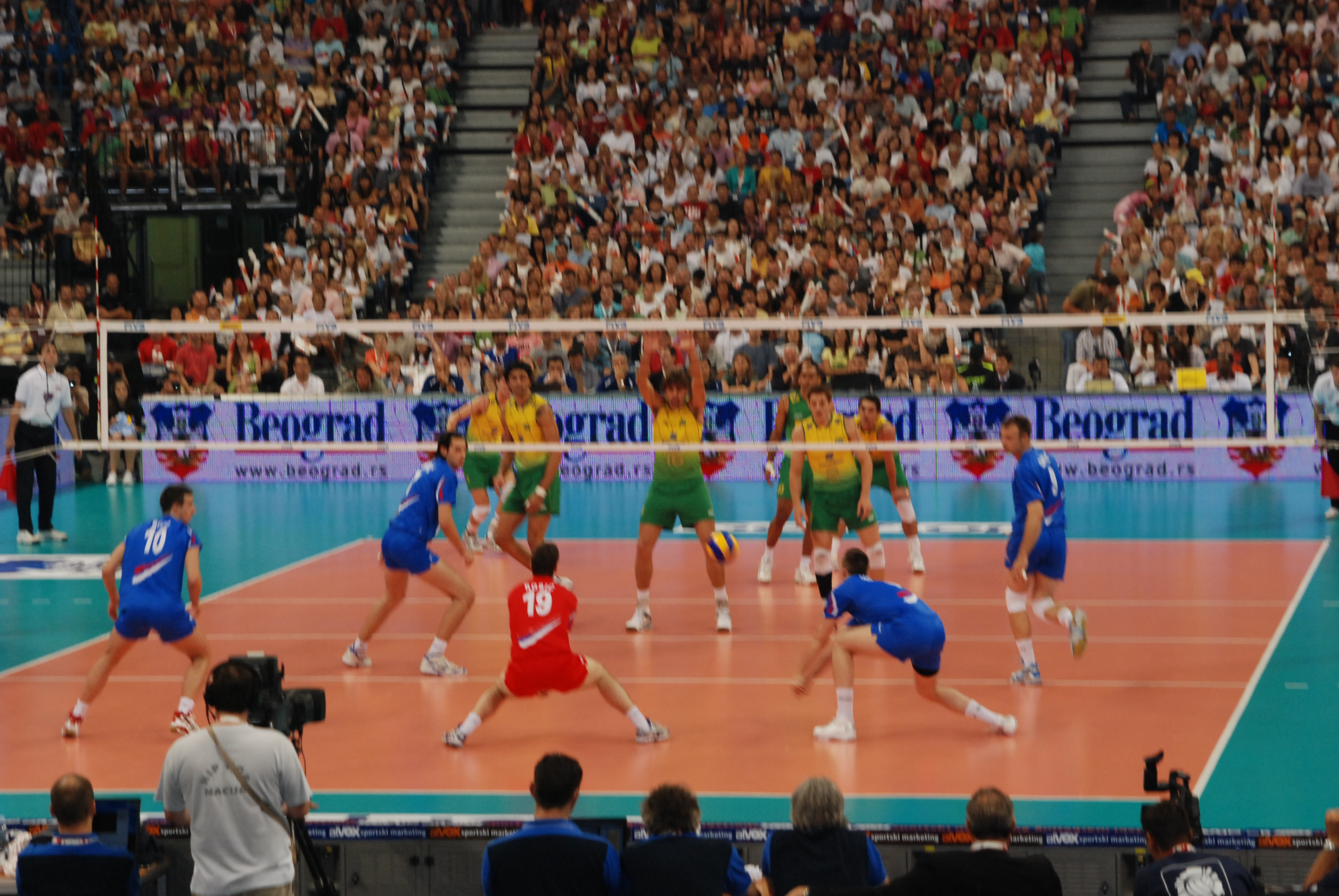
Un libéro serbe, en rouge, prêt à réaliser une réception

De par sa spécificité, le libéro a un statut à part au sein d’une équipe de volley-ball. Pour être identifié, il doit porter un maillot qui contraste avec ceux des autres membres de son équipe.
Cette nouvelle fonction a été introduite dans le volley-ball moderne pour répondre à deux objectifs :
- Renforcer le secteur défensif afin de favoriser les échanges longs et spectaculaires.
- Ouvrir l’accès au jeu à de nombreux joueurs qui ont toutes les qualités techniques et dynamiques pour pratiquer ce sport mais qui étaient pénalisés par leur taille, petite ou moyenne. Par exemple, la libéro du RC Cannes féminin saisons 2004/2005 et 2005/2006, Yūko Sano, a connu une longue carrière de libéro (1998-2015) malgré sa taille modeste (1,59 m).

La fonction du libéro est totalement tournée vers la réception, la défense et la relance. Le secteur offensif lui est interdit, mais en contrepartie, il gagne une liberté d’intervention qui le distingue du rôle de remplaçant. Tactiquement, il entre sur le terrain pour optimiser le jeu défensif d’une équipe tout en permettant au titulaire remplacé de se concentrer sur son jeu d’attaque et de contre. Plus simplement, il entre aussi pour compenser une défaillance en réception/défense.
Depuis 2022, le libéro peut occuper la fonction de capitaine.
Le libéro doit respecter les règles principales suivantes :
- Il peut remplacer à tout moment un joueur de champ sur les trois positions arrière uniquement (postes 1,5 et 6). Le changement de joueur effectué par un libéro n’est pas comptabilisé comme un remplacement régulier.
- Le libéro n’a pas le droit de servir.
- Le libéro peut tout à fait envoyer la balle dans le camp adverse, même en la frappant, du moment que celle-ci se situe sous le bord supérieur du filet au moment du contact. Étant arrière, il ne peut donc ni attaquer, ni contrer.
- Il peut effectuer la passe pour un attaquant. Seule restriction, si le libéro est dans la zone des 3 mètres, au moment du contact avec le ballon, sa passe doit obligatoirement être faite en manchette. Sinon, l’attaque est considérée comme faute si l'attaquant la frappe alors que le ballon est au-dessus du filet.

Le critère pour détérminer si un ballon est au-dessus du filet est s'il est entièrement au-dessus du plan horizontal délimité par le bord supérieur du filet. Tout ballon partiellement ou entièrement sous le bord supérieur du filet est donc « sous le filet ».
Le chapitre 6, section 20, des règles FIVB du volley-ball, pour le libéro, plus les sections sur les fautes d’attaque et de contre précise l'ensemble des règles.
Le rôle de libéro est un « super défenseur » qui a pour charge de maintenir la balle en jeu dans l’échange, élément fondamental du volley-ball.
Les qualités requises pour ce poste sont : une capacité d’analyse rapide des situations de jeu, un sens de l’initiative, une grande maîtrise technique, de bons réflexes et du courage.
En 2005 et jusqu'en 2013,, le meilleur libéro du moment, reconnu par ses pairs[réf. nécessaire], est français : il s’agit d’Hubert Henno, qui a évolué successivement au PSG Racing, à Asnières, au Paris Volley (champion d’Europe en 2001), à Tours (champion d’Europe en 2005) et à Moscou en 2006. Depuis, le joueur considéré comme étant le meilleur libéro du monde est un autre Français, Jenia Grebennikov, qui est l'actuel libéro de l'équipe de France. Il a d'abord joué pour Rennes Volley 35, puis au VfB Friedrichshafen et enfin, depuis 2015 Associazione Sportiva Volley Lube.